# Toni Elías

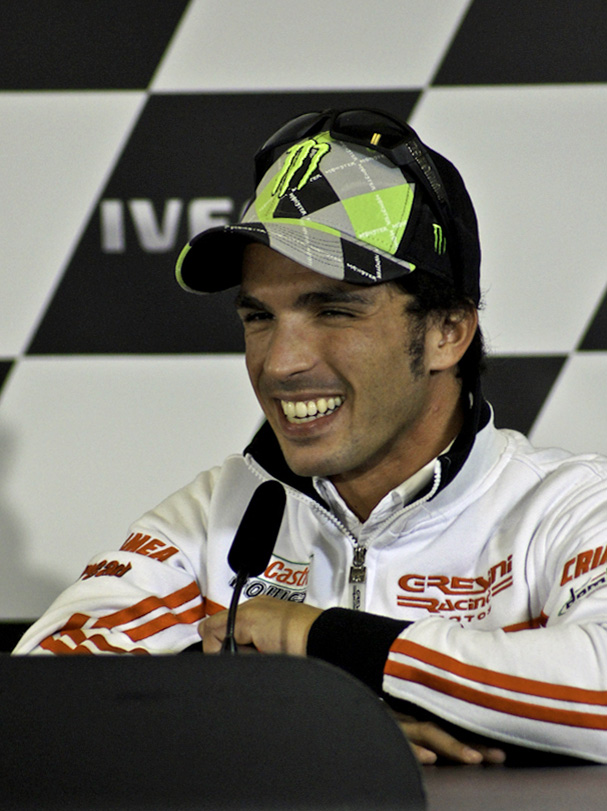
Toni Elías 2010.

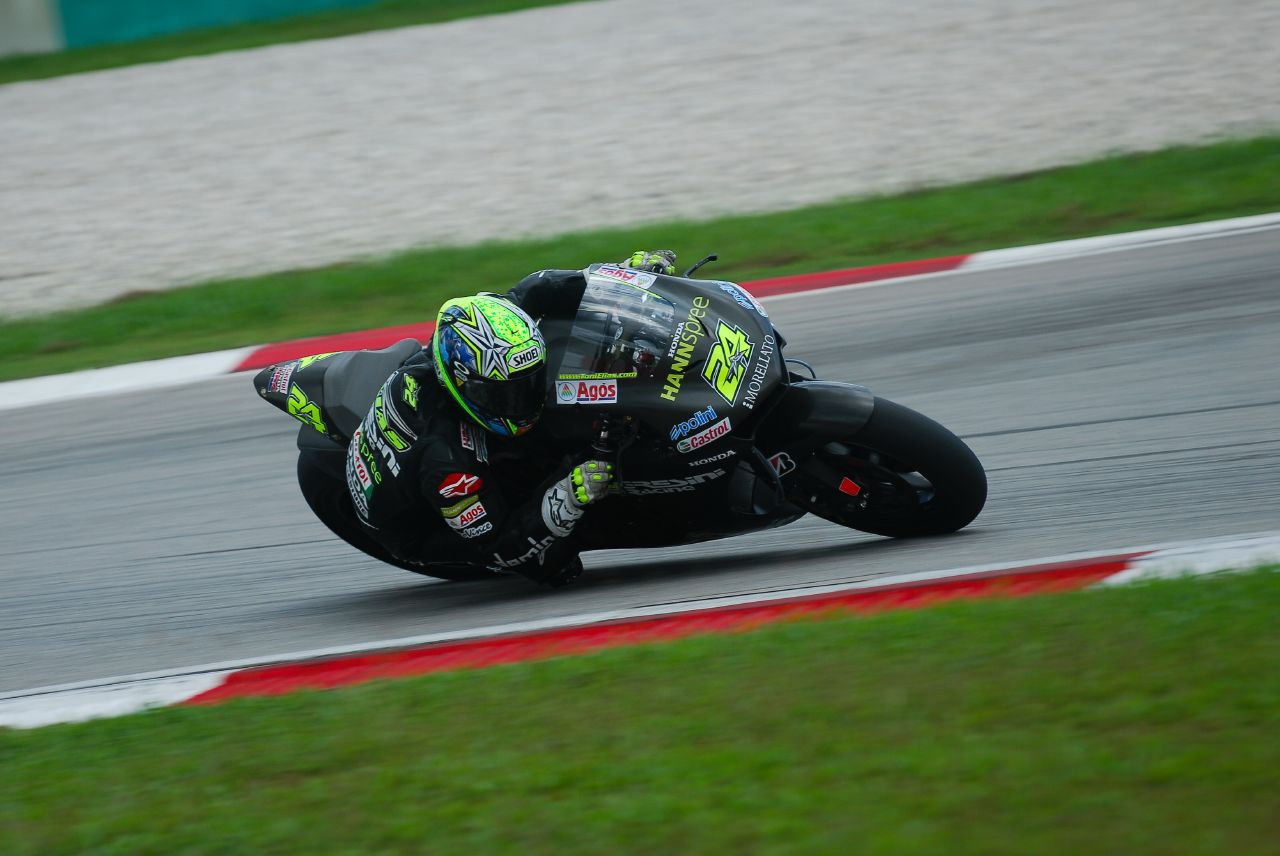
Elías på Sepangbanan 2007

Toni Elías Justícia, född 26 mars 1983 i Manresa utanför Barcelona, Katalonien, Spanien, är en katalansk och spansk roadracingförare. Elías blev 2010 den förste världsmästaren i Moto2-klassen.
Han är den tredje i familjen Elías som tävlar på racingmotorcykel. Spaniens tidigare världsmästare i största klassen Álex Crivillé agerade som Elías mentor. Han fick en del kritik för sin vågade och respektlösa körstil, men tyckte han fick upprättelse när Marc Márquez blev världsmästare med en liknande stil.

## Karriär
Elías kom 17 år gammal till roadracing-VM:s 125cc-klass säsongen 2000. Roadracing-VM 2001 blev han trea i VM för 125GP och tog sin första raceseger på Assen-banan. Säsongen 2002 flyttade han upp till 250GP och slutade fyra i sammandraget. Roadracing-VM 2003 kom Elías trea i VM för 250GP och säsongen 2004 åter fyra.
Roadracing-VM 2005 flyttade Elías upp till MotoGP-klassen och Yamahas satellitteam Tech 3. Han kom på 12:e plats i VM premiärsäsongen. Roadracing-VM 2006 bytte han stall till Gresini Honda. Hans första och hittills enda seger i klassen var i näst sista racet 2006 på Estoril-banan. Det är ännu 2015 senaste gången en förare som inte tävlade för ett fabriksteam vann ett Grand Prix. Säsongen 2007 fick Elías förnyat förtroende hos Gresini Honda efter racesegern i Estoril. På träning inför TT Assens 28 juni 2007 bröt Elías lårbenet och missade några Grand Prix.
Roadracing-VM 2008 fick Elías kontrakt med det privata Ducatistallet Alice d'Antin. Efter en knackig inledning så började Elías hitta rätt på Ducatin med en 8:e plats i fjärde deltävlingen. Han blev överraskande tvåa i Tjeckien och trea i nästa tävling, San Marinos GP, innan placeringarna dalade och Elías slutade på tolfte plats i VM. 2009 var Elías tillbaka hos Gresini och Honda, dock utan större framgångar.
Säsongen 2010 körde han i den nya Moto2-klassen för Gresini Racing på en Moriwaki och blev världsmästare. 2011 återvände Elías till MotoGP i Team LCR Honda. 2012 var det ånyo Moto2 som gällde för Elías. Den här gången i Mapfre Aspar Team på en Suter-motorcykel. Han lyckades inte åstadkomma några goda resultat och samarbetet mellan Elías och Aspar avbröts efter halva säsongen.
2013 fortsatte Elías i Moto2-klassen, för Blusens Avintia på en Kalex. Framgångarna uteblev även detta år, och efter Storbritanniens Grand Prix lämnade Elías både teamet och Moto2 för att istället köra de fyra sista heaten i Superbike-VM 2013 för Red Devils Aprilia Team. Han fortsatte i Superbike 2014 och blev nia i VM, dock utan att nå någon pallplats. 2015 hoppade Elías in i MotoGP igen i slutet av säsongen och körde totalt sex Grand Prix.

## Statistik MotoGP
| Nr | Grand Prix | År   |
| -- | ---------- | ---- |
| 1  | Portugal   | 2006 |

| Nr | Grand Prix | År   |
| -- | ---------- | ---- |
| 1  | Turkiet    | 2007 |
| 2  | Tjeckien   | 2008 |

| Nr | Grand Prix | År   |
| -- | ---------- | ---- |
| 1  | Japan      | 2007 |
| 2  | San Marino | 2008 |
| 3  | Tjeckien   | 2009 |

## Segrar Moto2
| Nr | Grand Prix   | År   |
| -- | ------------ | ---- |
| 1  | Spanien      | 2010 |
| 2  | Frankrike    | 2010 |
| 3  | Tyskland     | 2010 |
| 4  | Tjeckien     | 2010 |
| 5  | Indianapolis | 2010 |
| 6  | San Marino   | 2010 |
| 7  | Japan        | 2010 |

## Segrar 250GP
| Nr | Grand Prix | År   |
| -- | ---------- | ---- |
| 1  | Pacific    | 2002 |
| 2  | Spanien    | 2003 |
| 3  | Frankrike  | 2003 |
| 4  | Pacific    | 2003 |
| 5  | Malaysia   | 2003 |
| 6  | Portugal   | 2004 |

## Segrar 125GP
| Nr | Grand Prix | År   |
| -- | ---------- | ---- |
| 1  | Holland    | 2001 |
| 2  | Tjeckien   | 2001 |